# Péchés de jeunesse (film, 1941)
Pour les articles homonymes, voir Péchés de jeunesse.
Pour plus de détails, voir Fiche technique et Distribution.
Péchés de jeunesse est un film français réalisé par Maurice Tourneur sorti en 1941.

## Synopsis
Monsieur Lacalade, un sexagénaire millionnaire se retrouvant seul, songe aux fils qu'il a abandonnés dans sa jeunesse et décide de partir à leur recherche.
Il retrouve d'abord Emma, mère d'Edmond Vacheron et heureuse propriétaire d'un restaurant. Edmond lui déclare ne plus avoir besoin d'un père. Il retrouve ensuite Jeanne Noblet, mère de Lucien, un compositeur de talent, qui fait l'admiration de Gaston Noblet, le mari de sa mère. C'est enfin Miss Florence, plongeuse acrobatique dans une attraction foraine et mère de Frédéric. Un garçon déluré, menteur et voleur, qui en fait n'est pas de lui…
Il retrouve finalement Madeleine Dumesnil avec laquelle il a eu un fils. Celle-ci dirige un orphelinat de 30 garçons parmi lesquels se trouve son fils et Lacalade les accueillera tous dans son château.

## Fiche technique
- Titre original : Péchés de jeunesse
- Réalisation : Maurice Tourneur
- Scénario : Albert Valentin
- Adaptation et dialogues : Michel Duran, Charles Spaak
- Décors : Guy de Gastyne
- Photographie : Armand Thirard
- Son : Jacques Carrère
- Musique : Henri Sauguet
- Production : Alfred Greven
- Société de production : Continental-Films
- Société de distribution : L'Alliance Cinématographique Européenne
- Pays d'origine :  France
- Langue originale : français
- Format : noir et blanc — 35 mm — 1,37:1 — son Mono
- Genre : Comédie dramatique
- Durée : 95 minutes
- Date de sortie :
  - France : 16 novembre 1941